# Gekke yogi's
Gekke yogi's zijn een geliefd literair genre uit de Tibetaanse volksliteratuur. Ze nemen in de alledaagse volksverhalen van de Tibetanen een vooraanstaande plaats in en maken daardoor een wezenlijk deel uit van de mondeling overgeleverde Tibetaanse literatuur.
Gekke yogi's, zoals Drugpa Künleg, geven hun instructies op onconventionele wijze aan gewone mensen en onthullen daarbij vaak hun eigen begeertes en driften. Hier gaat het net als bij het Tibetaans personage Oom Tompa voor een deel om een seksuele inhoud, waarbij echter bij de toehoorder geen plezier maar afkeer opgewekt wordt.